# Frivilligsoldat

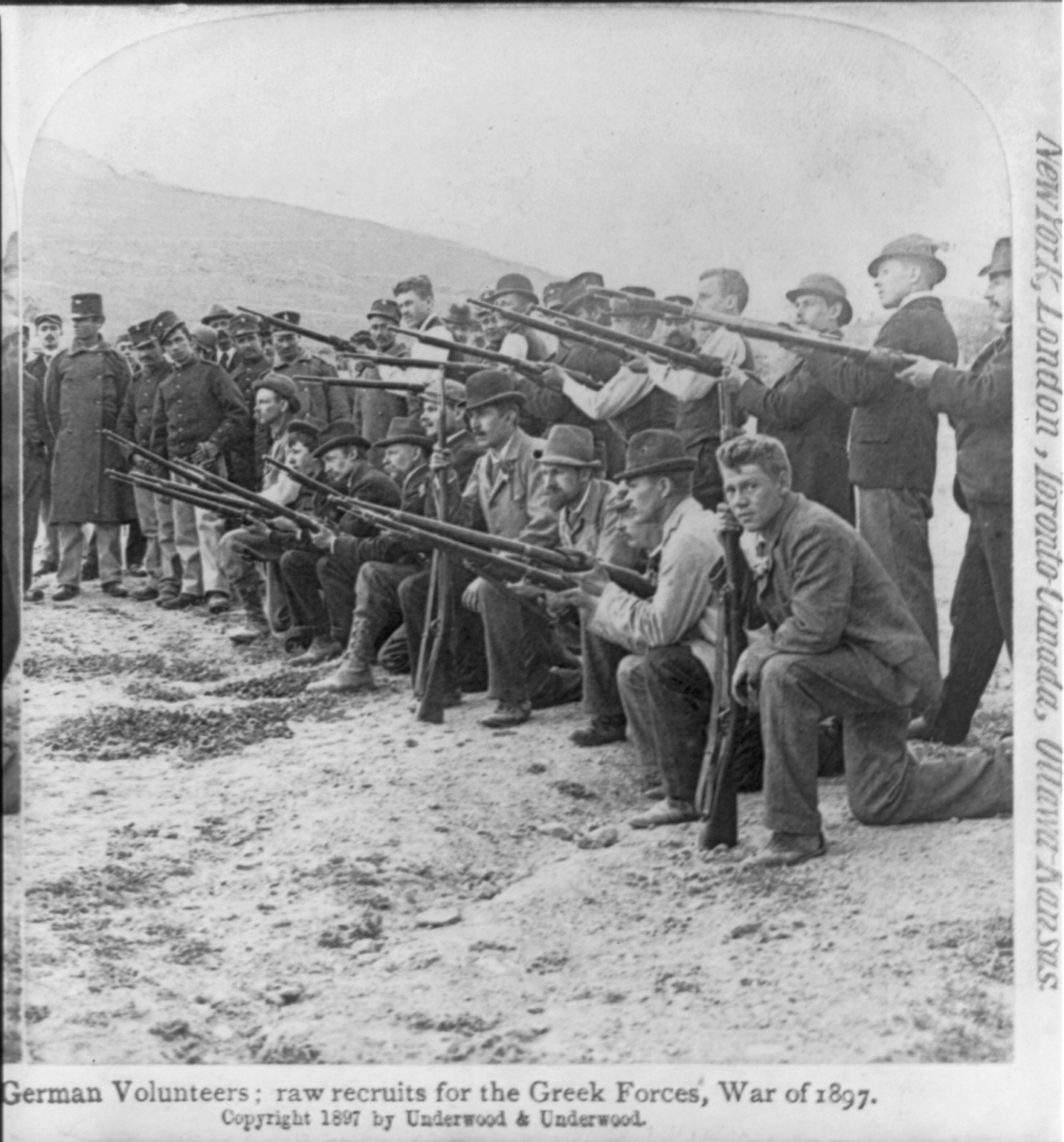
Tyska frivilliga i hellenska armén under kriget med Osmanska riket 1897.

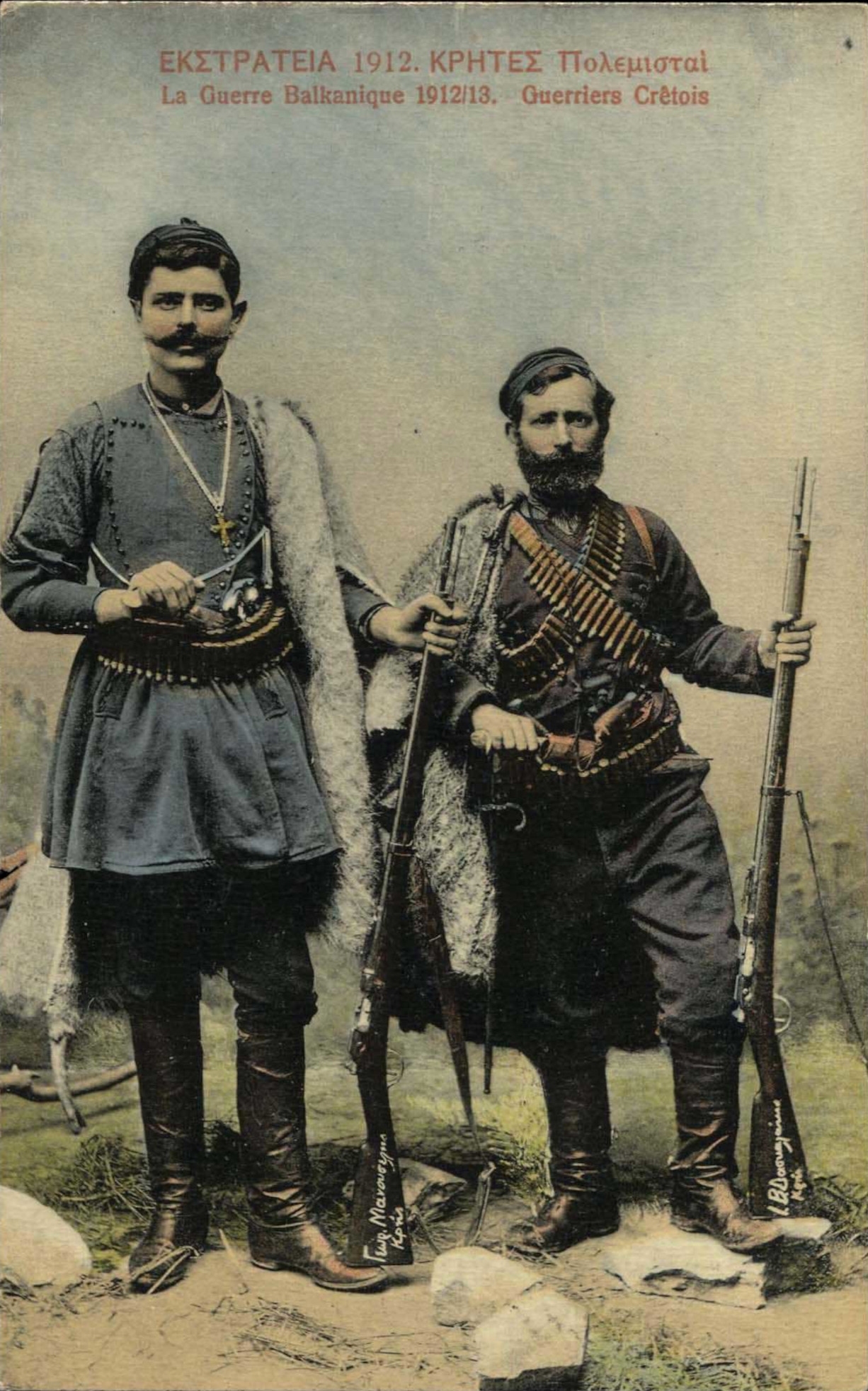
Frivilligsoldat från Kreta under balkankriget (1912).

Frivilligsoldat är en soldat som till skillnad från en värnpliktig frivilligt tar värvning för att deltaga i krig. Detta skiljer sig från en legosoldat i att deltagandet görs på eget initiativ och inte mot prisbelöning eller anlitande.
Frivilligsoldater deltar oftast som frivilliga i utländska krig, som främlingssoldat, och kan i större antal bilda egna främlingsförband, då kallat frivilligkår med mera, ibland efter egen nationalitet, såsom svenska frivilligkåren under finska vinterkriget. 
I Spanska inbördeskriget deltog ungefär 500 svenskar som frivilliga på den republikanska sidan. Under andra världskriget var det många svenska frivilligsoldater som kämpade i till exempel vinterkriget på Finlands sida, på Norges sida i kriget mot Tyskland och på Tysklands sida i kriget mot Sovjetunionen. Några kända svenska frivilligsoldater var Allan Mann och Anders Gustavsson som båda kämpade i andra världskriget.